# Eupatridai
Als Eupatridai oder Eupatriden (altgriechisch Εὐπατρίδαι Eupatrídai, deutsch ‚von edlen Ahnen, von guten Vätern‘, Singular Eupatrides oder Eupatride) wurde der attische Geburtsadel bezeichnet, der mit besonderen Rechten ausgestattet war. Je mehr sich die Demokratie in der attischen Verfassung niederschlug, umso mehr wurden diese Privilegien jedoch eingeschränkt, so dass sich ihre Macht nur noch auf ihren Besitz und ihre Reichtümer gründete.
Mit der Kollektivbezeichnung Eupatridai wurden zunächst attische Adelige benannt. Der Begriff bezieht sich nicht nur auf den Lebensstil, auf das Auftreten und die wirtschaftlichen Möglichkeiten der Adeligen, sondern reflektiert auch die Abkunft der Bezeichneten. Die Adelsfamilien waren patriarlinear aufgebaut und bildeten keine größeren Clans. Die Rolle der Eupatridai in archaischer Zeit bleibt unklar, erst seit etwa dem 3. Viertel des 6. Jahrhunderts v. Chr. stammt ein erster Beleg des Begriffes von einem Grabstein aus Eretria. Andere Erwähnungen, die sich auf archaische Zeiten beziehen, sind spätere Konstrukte. Möglich ist es jedoch, dass bestimmte Vorrechte, etwa bei der Besetzung des Areopags, vorhanden waren. Bekannt ist auch, dass Eupatridai am Kampf gegen die Tyrannis des Hipparchos, vor allem am Attentat gegen ihn, beteiligt waren.
Seit klassischer Zeit sind die Vorrechte der Eupatridai nur noch symbolischer Natur, etwa als Phylenkönig oder bei bestimmten Priesterämtern greifbar. Außerhalb Athens wird der Begriff häufig als Synonym für den Adelsbegriff genutzt, nicht selten als Äquivalent für das römisch-lateinische patricius.
In Athen gab es auch eine Adelsfamilie mit dem Namen Eupatridai.